# 1067
1067 (MLXVII) var ett normalår som började en måndag i den julianska kalendern.

## Händelser

### Okänt datum
- När de båda svenska tronpretendenterna Erik Stenkilsson och Erik Hedningen stupar blir Halsten kung av Sverige.
- Den norske kungen Magnus Haraldssons bror Olav blir hans medregent.
- Konstantin X förlorar makten över det bysantinska riket.
- Bygget av Towern påbörjas.
- Familjen Trencavel tar över makten i Carcassonne.
- Normandernas invasion av Wales inleds.

## Födda
- Adela av Blois, prinsessa av England
- Ari Þorgilsson, isländsk krönikör, författare till Isländingaboken.

## Avlidna
- 1 september – Balduin V av Flandern.
- 10 september – Godiva, grevinna av Mercia.
- Erik och Erik, svenska tronpretendenter sedan 1066.
- Elisabet av Kiev, drottning av Norge 1047–1066, gift med Harald Hårdråde (död omkring detta år).
- Song Yingzong, kinesisk kejsare.